# Linderina macrospora
Linderina macrospora är en svampart som beskrevs av Y. Chang 1967. Linderina macrospora ingår i släktet Linderina och familjen Kickxellaceae.   Inga underarter finns listade i Catalogue of Life.